# سيليبس الهولندية
سيليبس الهولندية تشير إلى فترة من الحكم الإستعماري في جزيرة سولاوسي - كوصية لشركة الهند الشرقية الهولندية من 1699 حتى زوالها في أوائل عقد 1800، أو كجزء من شركة الهند الشرقية الهولندية حتى 1945.